# نیترا ۹۵۴۳
سیارک ۹۵۴۳ (به انگلیسی: 9543 Nitra، نامگذاری:1983XN1) نه هزار و پانصد و چهل و سومین سیارک کشف شده‌است که در ۴ دسامبر ۱۹۸۳ کشف شد.
قدر مطلق سیارک برابر ۲۹.۵ است.